# Gibson Gowland
Gibson Gowland, né le 4 janvier 1877 à Spennymoor (Durham) en Angleterre et mort le 9 septembre 1951 à Londres, est un acteur de cinéma anglais.

## Biographie
Gibson Gowland est le père de l'acteur Peter Gowland.

## Filmographie partielle
Gibson Gowland a tourné dans une soixantaine de films parmi lesquels :
- 1919 : La Loi des montagnes (Blind Husbands) d'Erich von Stroheim
- 1920 : The Fighting Shepherdess d'Edward José et Millard Webb
- 1921 : Ladies Must Live de George Loane Tucker
- 1924 : The Red Lily de Fred Niblo
- 1924 : Les Loups de la frontière (The Border Legion) de William K. Howard
- 1924 : Les Rapaces (Greed) d'Erich von Stroheim
- 1925 : Le Fantôme de l'Opéra (The Phantom of the Opera) de Rupert Julian
- 1924 : Love and Glory de Rupert Julian
- 1926 : Le Prince Gipsy (The Outsider) de Rowland V. Lee
- 1927 : The Isle of Forgotten Women de George B. Seitz
- 1927 : Topsy and Eva de Del Lord
- 1927 : The Land Beyond the Law
- 1927 : La Nuit d'amour (The Night of Love) de George Fitzmaurice
- 1928 : Rose-Marie de Lucien Hubbard
- 1929 : L'Île mystérieuse (The Mysterious Island) de Lucien Hubbard
- 1933 : SOS Eisberg d'Arnold Fanck
- 1935 : King of the Damned de Walter Forde
- 1936 : The House of the Spaniard de Reginald Denham
- 1939 : Henry Goes Arizona d'Edwin L. Marin (non crédité)
- 1940 : La Malédiction (Doomed to Die) de William Nigh
- 1941 : Qu'elle était verte ma vallée (How Green Was My Valley) de John Ford (non crédité)
- 1942 : Carrefours (Crossroads) de Jack Conway : Reporter
- 1943 : La Nuit sans lune (The Moon Is Down) d'Irving Pichel
- 1944 : Hantise (Gaslight) de George Cukor : le majordome
- 1944 : Le Président Wilson (Wilson) de Henry King (non crédité)
- 1945 : Le Portrait de Dorian Gray (The Picture of Dorian Gray) d'Albert Lewin : Gibson, le cocher.
- 1945 : Le Grand John (The Great John L.) de Frank Tuttle (non crédité)
- 1945 : La Duchesse des bas-fonds (Kitty) de Mitchell Leisen (non crédité)